# Агент Грийн
Агент Грийн е кодовото име за мощен хербицид и дефолиант използван от Въоръжените сили на САЩ в своята програма за хербицидна война по време на Виетнамската война. Името идва от зелената ивица, рисувана върху бидоните, за да се идентифицира съдържанието им. До голяма степен са вдъхновени от британската употреба на хербицид и дефолиант по време на Малайска спешна ситуация беше една от т.нар „Дъгови хербициди“. Агент Грийн се използва само между 1962 и 1964 г., по време на ранните етапи на „тестване“ на програмата за пръскане.
Агент Грийн е смесен с Агент Ориндж и се използва за унищожаване на реколтата. Общо 20 000 галона на агент Грийн са закупени.
Единствената активна съставка на агент Грийн е 2,4,5-трихлорофеноксиоцетна киселина (2,4,5-T) един от често срещаните фенокси хербициди на епохата. Дори преди Операция „Ranch Hand“ (1962 – 1971) е известно че диоксин, 2,3,7,8-тетрахлордибензо-пара-диоксин (TПД) се получава като страничен продукт от производството на 2,4,5-Т и по този начин присъства във всеки от хербицидите, които го използват. Тъй като единствената активна съставка на агент Грийн е 2,4,5-Т, заедно с подобната Агент Ориндж, и произведени по-рано партиди от 2,4,5-Т с по-високи нива на TCDD, той съдържа многократно средното ниво на диоксин, открито в Агент Ориндж.
По време на голяма част от боевете във войната във Виетнам, САЩ са използвали химически агенти за обезпаразитяване на ландшафта. Въпреки че са използвани много различни химически агенти, най-добре познатите днес са „Агент Ориндж“, един от „Дъгови хербициди“